# Kukkola, Finland
Kukkola är en ort i Torneå stad (kommun) i landskapet Lappland i Finland. Kukkola utgjorde en tätort (finska: taajama) vid folkräkningarna 1960 och 1970.
Orten ligger vid Torneälvens östra strand vid Kukkolaforsen. På den västra sidan av älven ligger den svenska syskonbyn med samma namn.

## Befolkningsutveckling
| Befolkningsutvecklingen i Kukkola 1960–1970 | Befolkningsutvecklingen i Kukkola 1960–1970 | Befolkningsutvecklingen i Kukkola 1960–1970 | Befolkningsutvecklingen i Kukkola 1960–1970 | Befolkningsutvecklingen i Kukkola 1960–1970 |
| ------------------------------------------- | ------------------------------------------- | ------------------------------------------- | ------------------------------------------- | ------------------------------------------- |
|                                             |                                             |                                             |                                             |                                             |
| År                                          |                                             |                                             | Folkmängd                                   | Landareal (km²)                             |
| 1960                                        | 1960                                        |                                             | 250                                         | 2,10                                        |
| 1970                                        | 1970                                        |                                             | 242                                         | 2,35                                        |
| Anm.: Ej tätort 1980.                       |                                             |                                             |                                             |                                             |